# Jaraguá (libro)
Jaraguá es un libro del campo de la narrativa que trata sobre la costa de El Salvador, obra del escritor salvadoreño Napoleón Rodríguez Ruiz (n. Santa Ana (El Salvador), 24 de junio de 1910 - † San Salvador, 3 de septiembre de 1987).
Publicado por primera vez en 1950, posteriormente lo será de nuevo en 1963, por la Editorial Universitaria.
Es una narración costumbrista en la que se perfila la cotidianidad en la vida diaria del campesinado del país, redactado con palabras y frases sencillas.
Jaraguá es un hermoso cuento sobre la nobleza de un hombre de nombre Nicasio, pero al que desde su más temprana edad le dan el apodo de Jaraguá, que no es sino una planta que se cultiva para dar de comer al ganado y que tiene la particularidad de crecer en cualquier parte y en cualesquiera condiciones, lo que encajaba perfectamente con el temperamento de Nicasio ya en su niñez.
Ambientado en los duros campos de El Salvador, donde los campesinos y ganaderos, gente dura pero humilde y noble, tratan de extraer de su amada tierra el fruto de su subsistencia con el sudor de su frente y la sangre de sus venas. Y es que el dramatismo del escenario contagia necesariamente las vidas de sus habitantes, hasta el punto de que la muerte está presente en todo el texto como una elemento más de su realidad. Al mismo tiempo, cuanto más exigente es la tierra con sus gentes, mayor es la generosidad que estas derraman.  
Escrito con gran profusión de imágenes poéticas, Napoleón nos sumerge con pasmosa facilidad en ese mundo agreste y despiadado de la vida por la supervivencia.
Los diálogos, además, han de ser leídos con calma pues están escritos al modo en que hablan los personajes, con sus dejes y sus acentos, característica literaria que le otorga un valor añadido a la novela.
No se le escapa al lector, por otra parte, el carácter idealizado que el autor otorga a sus personajes, en los que los indios salvadoreños son la imagen pura de la nobleza humana, y en la que el elemento extranjero (dícese incluso de los habitantes de la ciudad), pero sobre todo los españoles, son la plaga que convierte al ser humano en un ser mezquino y egoísta, símbolo de todo lo malo del hombre.
Siendo un clásico en la literatura de El Salvador, está novela se llevó a formato radiofónico, en un proyecto de la Radio Clásica, realizado en colaboración con entidades gubernamentales, en el que se interesaron otras cadenas, entre ellas la Radio Deustche Welle y la RAI. Adaptada por Eugenio Martínez Orantes, se tranmitió a partir del 18 de marzo de 1960.
Esta obra es un libro de texto obligatorio en el sistema educativo salvadoreño. Cuenta al final del mismo con un diccionario de provincialismos y modismos utilizados.